# پیتزا کواترو استاجونی

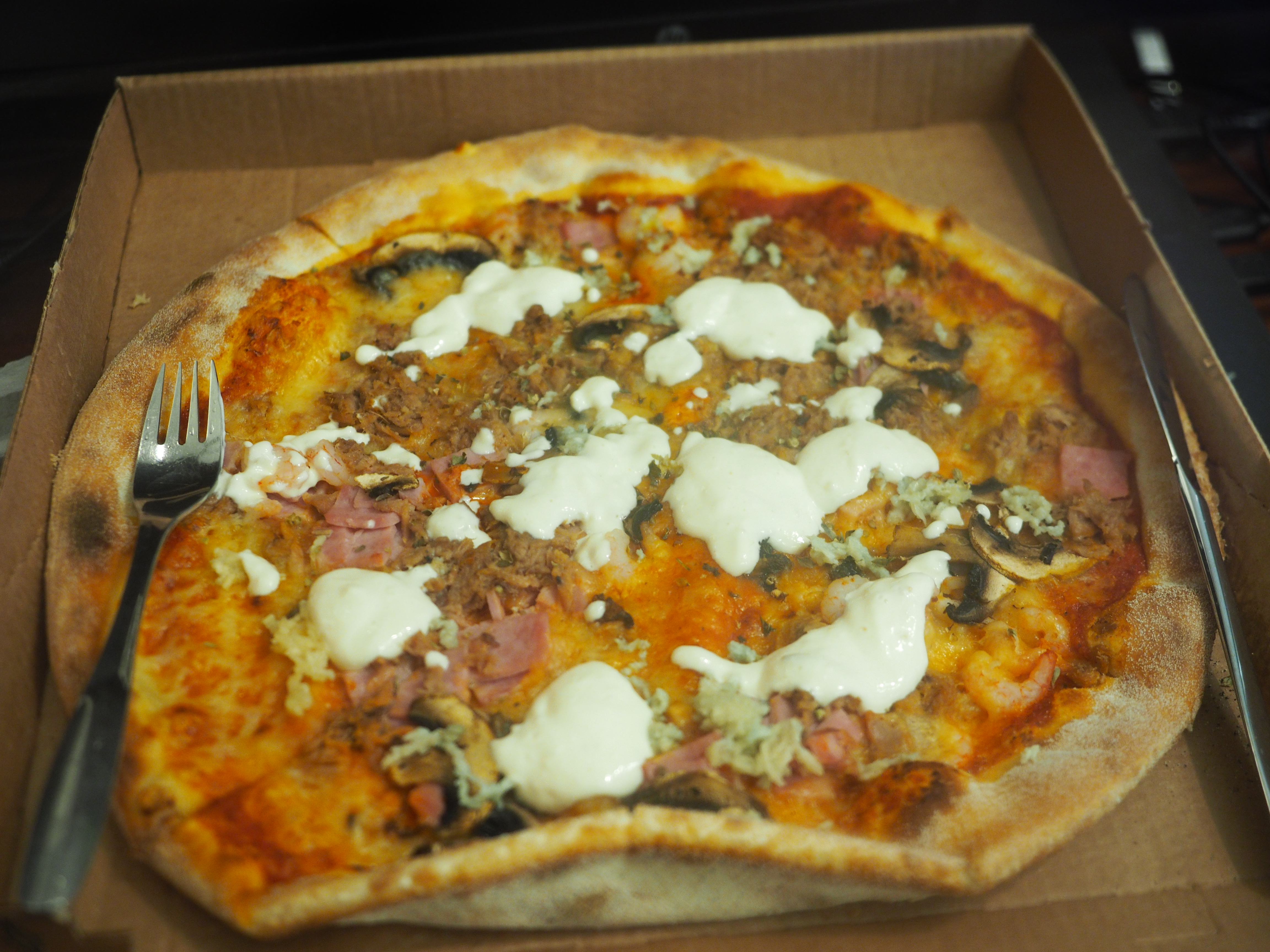
اگرچه مواد روی پیتزا کواترو استاجونی به طور سنتی به چهار قسمت جداگانه تقسیم می‌شوند، اما در برخی گونه‌ها، مواد روی پیتزا را به صورت مخلوط قرار می‌دهند.

پیتزا کواترو استاجونی (به ایتالیایی: Pizza quattro stagioni) (ت.ت. 'پیتزا چهارفصل')، نوعی پیتزا در آشپزی ایتالیایی است که در چهار بخش با مواد اولیه متنوع تهیه می‌شود و هر بخش نمایانگر یک فصل از سال است. کنگر فرنگی نمایانگر بهار، گوجه فرنگی، ریحان نمایانگر تابستان، قارچ نمایانگر پاییز و پروشوتو و زیتون نمایانگر زمستان هستند. این پیتزا در ایتالیا بسیار محبوب است، و به عنوان یک پیتزای "کلاسیک"، "معروف"، و "مشهور" ایتالیایی توصیف شده است. این پیتزا نوعی پیتزای کاپریچوزا است.

## آماده سازی
پیتزا کواترو استاجونی معمولاً در ابتدا با سس گوجه فرنگی و پنیر آماده می‌شود.    سپس اغلب با اضافه کردن کنگر فرنگی، گوجه فرنگی، ریحان، قارچ، ژامبون ایتالیایی و زیتون به چهار قسمت جداگانه تهیه می‌شود. ممکن است از مواد دیگری نیز استفاده شود. می‌توان از مغز کنگر فرنگی تازه پخته شده یا کنسرو شده استفاده کرد. 
برخی از مواد رویه را می‌توان تا حدی در فر خشک کرد تا پیتزا خیس نشود. پختن آن روی سنگ پیتزا نیز می‌تواند از خیس شدن آن جلوگیری کند. پیتزا را می‌توان با کمی روغن زیتون سرو کرد. می‌توان آن را به صورت قاچ یا به چهار قسمت برش داد.   این پیتزا همچنین می‌تواند گیاهی باشد اگر پروشوتو با یک گزینه گیاهی جایگزین شود. 

## همچنین ببینید
پرونده‌های رسانه‌ای مربوط به Pizza quattro stagioni در ویکی‌انبار 